# Palfau
Palfau est une ancienne commune autrichienne du district de Liezen en Styrie.

## Géographie
La commune est située au pied du Gamsstein (Alpes d'Ybbstal, frontière avec la Basse-Autriche, dans la vallée de la Salza (affluent de l'Enns).

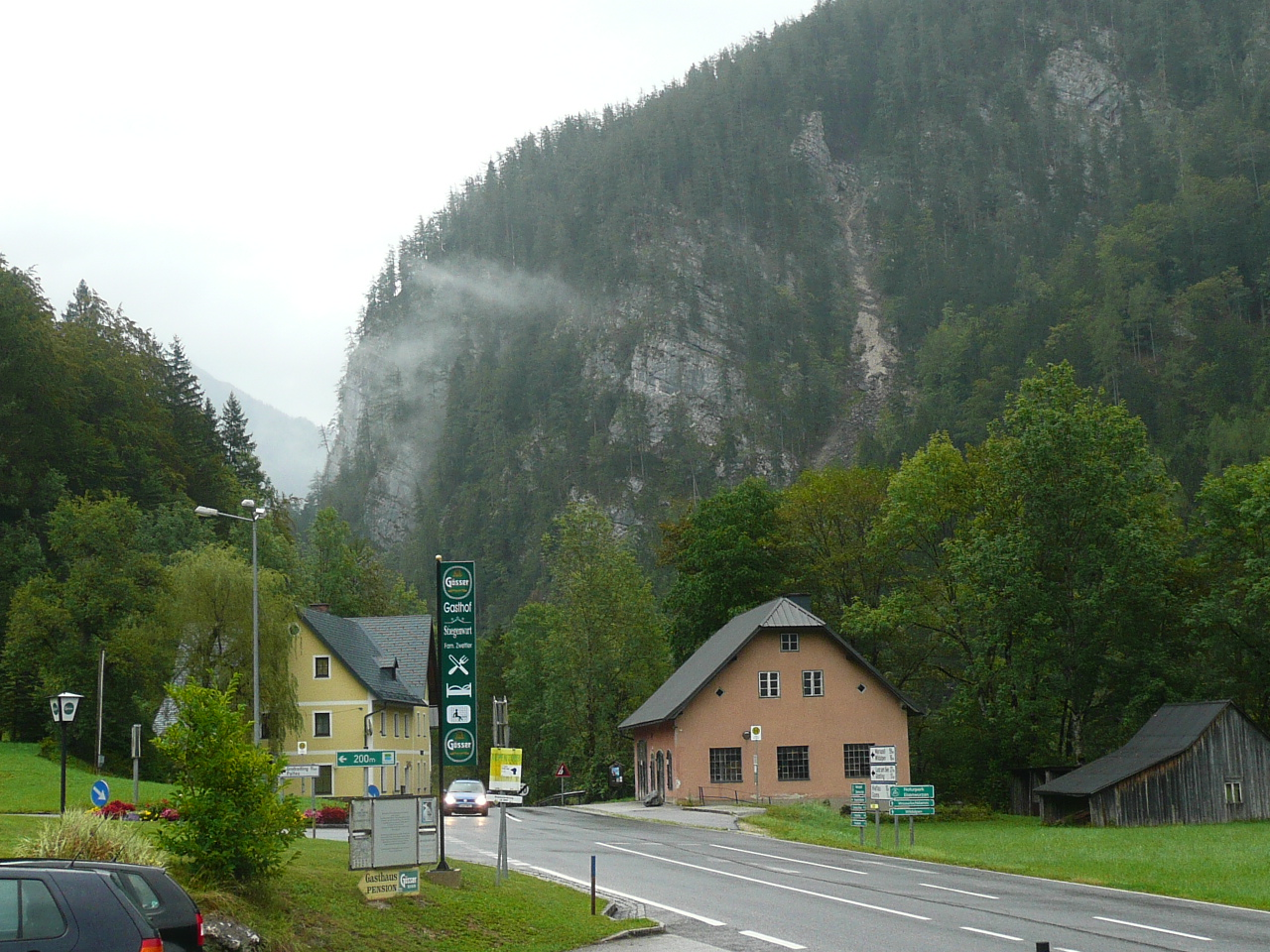
La route depuis Gams